# Prenomi portoghesi
Questa voce raccoglie i prenomi tipici della lingua portoghese, con eventuali varianti e l'equivalente in italiano, se esiste. Le forme in corsivo sono tipiche del portoghese brasiliano.

## A
Maschili
| Nome       | Varianti                  | Corrispondente italiano |
| ---------- | ------------------------- | ----------------------- |
| Abdiasa    |                           | Abdia                   |
| Abela      |                           | Abele                   |
| Abílioa    |                           | Abilio                  |
| Abraãoa    |                           | Abramo                  |
| Adalbertoa |                           | Adalberto               |
| Adãoa      |                           | Adamo                   |
| Ademara    | Ademira                   | Ademaro                 |
| Adrianoa   |                           | Adriano                 |
| Afonsoa    |                           | Alfonso                 |
| Agostinhoa |                           | Agostino                |
| Albanoa    |                           | Albano                  |
| Albertoa   |                           | Alberto                 |
| Albinoa    |                           | Albino                  |
| Alcidesa   |                           | Alcide                  |
| Aleixoa    | Alexa                     | Alessio                 |
| Alexandrea | Alexa, Xandea, Xandinhoa  | Alessandro              |
| Alfredoa   |                           | Alfredo                 |
| Almiroa    | Almira                    |                         |
| Aloísioa   |                           | Aloisio                 |
| Altaira    |                           |                         |
| Álvaroa    |                           | Alvaro                  |
| Amadeua    |                           | Amedeo                  |
| Amâncioa   |                           | Amanzio                 |
| Amandoa    |                           | Amando                  |
| Amaroa     |                           |                         |
| Ambrósioa  |                           | Ambrogio                |
| Américia   |                           | Amerigo                 |
| Amílcara   |                           | Amilcare                |
| Amora      |                           | Amore                   |
| Anacletoa  | Cletoa                    | Anacleto                |
| Andréa     |                           | Andrea                  |
| Ângeloa    | Angelinoa                 | Angelo                  |
| Aníbala    |                           | Annibale                |
| Anselmoa   |                           | Anselmo                 |
| Antelmoa   |                           | Antelmo                 |
| Antónioa   | Antônioa, Tonia, Toninhoa | Antonio                 |
| Aristidesa |                           | Aristide                |
| Armandoa   |                           | Armando                 |
| Arnaldoa   |                           | Arnaldo                 |
| Arsénioa   | Arsênioa                  | Arsenio                 |
| Artura     |                           | Arturo                  |
| Atílioa    |                           | Attilio                 |
| Augustoa   |                           | Augusto                 |
| Aurélioa   |                           | Aurelio                 |
| Avelinoa   |                           |                         |

Femminili
| Nome       | Varianti            | Corrispondente italiano |
| ---------- | ------------------- | ----------------------- |
| Adelaidea  |                     | Adelaide                |
| Adelinaa   |                     | Adelina                 |
| Adrianaa   | Adrienea            | Adriana                 |
| Ágataa     | Águedaa             | Agata                   |
| Albertaa   | Albertinaa          | Alberta                 |
| Albinaa    |                     | Albina                  |
| Aldaa      | Aldinaa             | Alda                    |
| Alexandraa | Alexandrinaa, Alexa | Alessandra              |
| Alicea     | Alíciaa             | Alice                   |
| Alinea     |                     | Alina                   |
| Amáliaa    |                     | Amalia                  |
| Amandaa    |                     | Amanda                  |
| Améliaa    |                     | Amelia                  |
| Américaa   |                     | Ameriga                 |
| Amora      |                     | Amore                   |
| Anaa       |                     | Anna                    |
| Anabelaa   |                     | Annabella               |
| Anastáciaa |                     | Anastasia               |
| Andreiaa   | Andréiaa, Andréaa   | Andreina                |
| Ângelaa    | Angelinaa           | Angela                  |
| Angélicaa  |                     | Angelica                |
| Anitaa     |                     | Anita                   |
| Antóniaa   | Antôniaa, Nelaa     | Antonia                 |
| Antonietaa |                     | Antonietta              |
| Aparecidaa |                     |                         |
| Apolóniaa  | Apolôniaa           | Apollonia               |
| Arianaa    |                     | Arianna                 |
| Assunçãoa  |                     |                         |
| Augustaa   |                     | Augusta                 |
| Áureaa     |                     | Aurea                   |
| Auréliaa   |                     | Aurelia                 |
| Auroraa    |                     | Aurora                  |

## B
Maschili
| Nome        | Varianti    | Corrispondente italiano |
| ----------- | ----------- | ----------------------- |
| Balbinoa    |             | Balbino                 |
| Balduínoa   |             | Baldovino               |
| Bartolomeua |             | Bartolomeo              |
| Beneditoa   | Bentoa      | Benedetto               |
| Benignoa    |             | Benigno                 |
| Benjamima   |             | Beniamino               |
| Bernardoa   | Bernardinoa | Bernardo                |
| Boaventuraa |             | Bonaventura             |
| Bonifácioa  |             | Bonifacio               |
| Brása       |             | Biagio                  |
| Brenoa      |             | Brenno                  |
| Brunoa      |             | Bruno                   |

Femminili
| Nome      | Varianti  | Corrispondente italiano |
| --------- | --------- | ----------------------- |
| Balbinaa  |           | Balbina                 |
| Bárbaraa  |           | Barbara                 |
| Beatriza  | Biaa      | Beatrice                |
| Beneditaa |           | Benedetta               |
| Benignaa  |           | Benigna                 |
| Betâniaa  | Bethâniaa |                         |
| Bonita    |           |                         |
| Brancaa   |           | Bianca                  |
| Brígidaa  |           | Brigida                 |
| Brunaa    |           | Bruna                   |
| Brunildaa |           | Brunilde                |

## C
Maschili
| Nome         | Varianti                       | Corrispondente italiano |
| ------------ | ------------------------------ | ----------------------- |
| Caetanoa     |                                | Gaetano                 |
| Caioa        |                                | Caio                    |
| Calistoa     | Calixtoa                       | Callisto                |
| Camiloa      |                                | Camillo                 |
| Cândidoa     |                                | Candido                 |
| Carlosa      | Carlitoa, Carlitoa, Carlinhosa | Carlo                   |
| Carmoa       |                                | Carmelo                 |
| Casimiroa    |                                | Casimiro                |
| Cássioa      |                                | Cassio                  |
| Cecílioa     |                                | Cecilio                 |
| Celestinoa   |                                | Celestino               |
| Célioa       |                                | Celio                   |
| Celsoa       |                                | Celso                   |
| Césara       | Cézara, Cezara                 | Cesare                  |
| Cesárioa     | Cezárioa                       | Cesario                 |
| Ciprianoa    |                                | Cipriano                |
| Ciríacoa     |                                | Ciriaco                 |
| Ciriloa      |                                | Cirillo                 |
| Ciroa        |                                | Ciro                    |
| Cláudioa     | Claudinhoa                     | Claudio                 |
| Cléber       |                                |                         |
| Clementea    |                                | Clemente                |
| Constantinoa |                                | Costantino              |
| Cornélioa    |                                | Cornelio                |
| Cosmea       |                                | Cosimo                  |
| Crisóstomoa  |                                | Crisostomo              |
| Cristianoa   |                                | Cristiano               |
| Cristóvãoa   |                                | Cristoforo              |
| Cruza        |                                |                         |
| Custódioa    |                                | Custodio                |

Femminili
| Nome        | Varianti    | Corrispondente italiano |
| ----------- | ----------- | ----------------------- |
| Caetanaa    |             | Gaetana                 |
| Calistaa    | Calixtaa    | Callista                |
| Camilaa     |             | Camilla                 |
| Cândidaa    |             | Candida                 |
| Carinaa     |             | Carina                  |
| Carlaa      |             | Carla                   |
| Carlotaa    |             | Carlotta                |
| Carmoa      | Carminhoa   | Carmela                 |
| Carolinaa   |             | Carolina                |
| Cássiaa     |             | Cassia                  |
| Catarinaa   |             | Caterina                |
| Cátiaa      |             | Katia                   |
| Cecíliaa    | Cilaa       | Cecilia                 |
| Celestea    |             | Celeste                 |
| Céliaa      |             | Celia                   |
| Celinaa     |             | Celina                  |
| Cesáriaa    |             | Cesaria                 |
| Cíntiaa     |             | Cinzia                  |
| Claraa      |             | Chiara                  |
| Cláudiaa    |             | Claudia                 |
| Clementinaa |             | Clementina              |
| Cloéa       |             | Cloe                    |
| Clotildea   |             | Clotilde                |
| Conceiçãoa  |             | Concetta                |
| Constançaa  | Constânciaa | Costanza                |
| Cristianaa  |             | Cristiana               |
| Cristinaa   |             | Cristina                |
| Cruza       |             |                         |
| Custódiaa   |             | Custodia                |

## D
Maschili
| Nome       | Varianti                  | Corrispondente italiano |
| ---------- | ------------------------- | ----------------------- |
| Damiãoa    |                           | Damiano                 |
| Daniela    | Daniloa, Dana             | Daniele                 |
| Davida     | Davia                     | Davide                  |
| Demétrioa  |                           | Demetrio                |
| Deodatoa   |                           | Adeodato                |
| Desidérioa |                           | Desiderio               |
| Dimasa     |                           | Disma                   |
| Dinaa      |                           | Dina (diminutivo)       |
| Dináa      |                           | Dina (nome biblico)     |
| Dinisa     | Diniza, Dênisa, Dionísioa | Dionigi                 |
| Diógenesa  |                           | Diogene                 |
| Diogoa     |                           | Diego                   |
| Domingosa  |                           | Domenico                |
| Donatoa    |                           | Donato                  |

Femminili
| Nome       | Varianti  | Corrispondente italiano |
| ---------- | --------- | ----------------------- |
| Dalilaa    |           | Dalila                  |
| Déboraa    |           | Debora                  |
| Delfinaa   |           | Delfina                 |
| Déliaa     |           | Delia                   |
| Desidériaa |           | Desideria               |
| Dianaa     |           | Diana                   |
| Dionísiaa  |           | Dionisia                |
| Divinaa    |           |                         |
| Domitilaa  |           | Domitilla               |
| Doraa      |           | Dora                    |
| Doresa     |           | Dolores                 |
| Dórisa     |           | Doris                   |
| Doroteiaa  | Dorotéiaa | Dorotea                 |
| Dulcea     |           | Dolce                   |

## E
Maschili
| Nome         | Varianti                                | Corrispondente italiano |
| ------------ | --------------------------------------- | ----------------------- |
| Edgara       |                                         | Edgardo                 |
| Edisona      |                                         |                         |
| Edmundoa     |                                         | Edmondo                 |
| Eduardoa     | Duartea, Dudua, Dudaa, Dadoa, Edua, Dua | Edoardo                 |
| Edvaldoa     |                                         |                         |
| Egídioa      | Gila                                    | Egidio                  |
| Eleutérioa   |                                         | Eleuterio               |
| Eliasa       |                                         | Elia                    |
| Eliela       |                                         |                         |
| Eliseua      |                                         | Eliseo                  |
| Elpídioa     |                                         | Elpidio                 |
| Eltona       |                                         |                         |
| Emilianoa    |                                         | Emiliano                |
| Emílioa      |                                         | Emilio                  |
| Enéasa       |                                         | Enea                    |
| Erasmoa      |                                         | Erasmo                  |
| Éricoa       |                                         | Eric                    |
| Ernestoa     |                                         | Ernesto                 |
| Estevãoa     |                                         | Stefano                 |
| Euclidesa    |                                         | Euclide                 |
| Eugénioa     | Eugênioa                                | Eugenio                 |
| Eusébioa     |                                         | Eusebio                 |
| Eustáquioa   |                                         | Eustachio               |
| Eutímioa     |                                         | Eutimio                 |
| Evangelistaa |                                         | Evangelista             |
| Evaristoa    |                                         | Evaristo                |
| Ezequiela    |                                         | Ezechiele               |

Femminili
| Nome       | Varianti   | Corrispondente italiano |
| ---------- | ---------- | ----------------------- |
| Editea     |            | Editta                  |
| Eduardaa   | Dudaa      | Edoarda                 |
| Efigéniaa  | Efigêniaa  | Ifigenia                |
| Elianaa    | Elianea    | Eliana                  |
| Elisaa     | Elizaa     | Elisa                   |
| Elisabetea | Elizabetea | Elisabetta              |
| Eloísaa    | Heloísaa   | Eloisa                  |
| Elsaa      | Elzaa      | Elsa                    |
| Elviraa    |            | Elvira                  |
| Emaa       |            | Emma                    |
| Emíliaa    |            | Emilia                  |
| Emilianaa  |            | Emiliana                |
| Eneidaa    |            |                         |
| Ercíliaa   |            | Ersilia                 |
| Éricaa     | Érikaa     | Erica                   |
| Ermelindaa |            | Ermelinda               |
| Esmeraldaa |            | Esmeralda               |
| Estefâniaa |            | Stefania                |
| Estelaa    |            | Stella                  |
| Estera     |            | Ester                   |
| Eufémiaa   | Eufêmiaa   | Eufemia                 |
| Eugéniaa   | Eugêniaa   | Eugenia                 |
| Euláliaa   |            | Eulalia                 |
| Evaa       |            | Eva                     |

## F
Maschili
| Nome       | Varianti            | Corrispondente italiano |
| ---------- | ------------------- | ----------------------- |
| Fabianoa   |                     | Fabiano                 |
| Fábioa     |                     | Fabio                   |
| Fabrícioa  |                     | Fabrizio                |
| Faustinoa  |                     | Faustino                |
| Faustoa    |                     | Fausto                  |
| Felicianoa |                     | Feliciano               |
| Félixa     |                     | Felice                  |
| Fernandoa  | Fernãoa, Nandoa     | Ferdinando              |
| Filipea    | Felipea, Felipinhoa | Filippo                 |
| Firminoa   |                     | Firmino                 |
| Flávioa    |                     | Flavio                  |
| Florêncioa |                     | Fiorenzo                |
| Floroa     |                     | Floro                   |
| Fortunatoa |                     | Fortunato               |
| Franciscoa | Chicoa              | Francesco               |
| Fredericoa | Freda               | Federico                |
| Fúlvioa    |                     | Fulvio                  |

Femminili
| Nome        | Varianti | Corrispondente italiano |
| ----------- | -------- | ----------------------- |
| Fábiaa      |          | Fabia                   |
| Fabianaa    |          | Fabiana                 |
| Fabíolaa    |          | Fabiola                 |
| Fátimaa     |          | Fatima                  |
| Faustinaa   |          | Faustina                |
| Febea       |          | Febe                    |
| Felíciaa    |          | Felicia                 |
| Felicidadea |          | Felicita                |
| Fernandaa   |          | Ferdinanda              |
| Filipaa     |          | Filippa                 |
| Filomenaa   |          | Filomena                |
| Fláviaa     |          | Flavia                  |
| Flora       |          | Fiore                   |
| Floraa      |          | Flora                   |
| Florênciaa  |          | Fiorenza                |
| Florindaa   |          | Florinda                |
| Fortunataa  |          | Fortunata               |
| Franciscaa  | Chicaa   | Francesca               |
| Fredericaa  |          | Federica                |

## G
Maschili
| Nome       | Varianti         | Corrispondente italiano |
| ---------- | ---------------- | ----------------------- |
| Gabriela   | Gabia            | Gabriele                |
| Galvãoa    |                  | Galvano                 |
| Gaspara    |                  | Gaspare                 |
| Geraldoa   |                  | Giraldo                 |
| Germanoa   |                  | Germano                 |
| Gervásioa  |                  | Gervasio                |
| Gilbertoa  |                  | Gilberto                |
| Gláucioa   |                  |                         |
| Glaucoa    |                  | Glauco                  |
| Godofredoa |                  | Goffredo                |
| Gonçaloa   |                  | Consalvo                |
| Gracianoa  |                  | Graziano                |
| Gregórioa  |                  | Gregorio                |
| Gualbertoa |                  | Gualberto               |
| Guáltera   | Wáltera, Váltera | Gualtiero               |
| Guilhermea | Guia             | Guglielmo               |
| Guiomara   |                  |                         |
| Gustavoa   |                  | Gustavo                 |

Femminili
| Nome       | Varianti  | Corrispondente italiano |
| ---------- | --------- | ----------------------- |
| Gabrielaa  | Gabia     | Gabriella               |
| Genovevaa  | Vevaa     | Genoveffa               |
| Gertrudesa |           | Geltrude                |
| Gildaa     |           | Gilda                   |
| Giselaa    | Giselea   | Gisella                 |
| Gláuciaa   |           |                         |
| Glóriaa    |           | Gloria                  |
| Graçaa     | Gracíliaa | Grazia                  |
| Gracianaa  |           | Graziana                |
| Guiomara   |           |                         |

## H
Maschili
| Nome          | Varianti        | Corrispondente italiano |
| ------------- | --------------- | ----------------------- |
| Haroldoa      |                 | Aroldo                  |
| Heitora       |                 | Ettore                  |
| Héldera       | Heldera, Eldera |                         |
| Hélioa        |                 | Elio                    |
| Heliodoroa    |                 | Eliodoro                |
| Henriquea     |                 | Enrico                  |
| Herbertoa     | Heribertoa      | Erberto                 |
| Hermenegildoa |                 | Ermenegildo             |
| Hermínioa     |                 | Erminio                 |
| Hermógenesa   |                 | Ermogene                |
| Hipólitoa     |                 | Ippolito                |
| Horácioa      |                 | Orazio                  |
| Hugoa         |                 | Ugo                     |
| Humbertoa     |                 | Umberto                 |

Femminili
| Nome      | Varianti | Corrispondente italiano |
| --------- | -------- | ----------------------- |
| Helenaa   |          | Elena                   |
| Helgaa    |          | Elga                    |
| Héliaa    |          | Èlia                    |
| Hermíniaa |          | Erminia                 |
| Hipólitaa |          | Ippolita                |

## I
Maschili
| Nome     | Varianti | Corrispondente italiano |
| -------- | -------- | ----------------------- |
| Iagoa    |          | Iago                    |
| Igora    |          | Igor                    |
| Inácioa  |          | Ignazio                 |
| Isaaca   | Isaquea  | Isacco                  |
| Isaíasa  |          | Isaia                   |
| Isidoroa |          | Isidoro                 |
| Ismaela  |          | Ismaele                 |
| Itamara  |          | Itamar                  |
| Iuria    |          | Yuri                    |
| Ivana    |          | Ivano                   |
| Ivoa     |          | Ivo                     |

Femminili
| Nome       | Varianti                          | Corrispondente italiano |
| ---------- | --------------------------------- | ----------------------- |
| Imaculadaa |                                   | Immacolata              |
| Inêsa      |                                   | Ines                    |
| Iolandaa   |                                   | Iolanda                 |
| Irenea     |                                   | Irene                   |
| Iriaa      |                                   |                         |
| Írisa      |                                   | Iris                    |
| Isabela    | Isabelaa, Izabela, Isaa, Belinhaa | Isabella                |
| Isauraa    |                                   | Isaura                  |
| Isidoraa   | Isadoraa                          | Isidora                 |
| Ivonea     | Ivonettea                         | Yvonne                  |

## J
Maschili
| Nome         | Varianti   | Corrispondente italiano |
| ------------ | ---------- | ----------------------- |
| Jacintoa     |            | Giacinto                |
| Jacóa        |            | Giacobbe                |
| Jaimea       |            | Giacomo                 |
| Jaira        |            | Giairo                  |
| Jeremiasa    |            | Geremia                 |
| Jerónimoa    | Jerônimoa  | Girolamo                |
| Jesséa       |            | Iesse                   |
| Jesusa       |            | Gesù                    |
| Joabea       |            |                         |
| Joãoa        | Joãozinhoa | Giovanni                |
| João Pauloa  |            | Gianpaolo               |
| Joaquima     | Quima      | Gioacchino              |
| Joela        |            | Gioele                  |
| Jónatasa     | Jônatasa   | Gionata                 |
| Jordãoa      |            | Giordano                |
| Jorgea       | Jorginhoa  | Giorgio                 |
| Joséa        | Zéa, Zezéa | Giuseppe                |
| José Manuela | Zé Manela  | Giuseppe Emanuele       |
| José Mariaa  | Zé Mariaa  | Giuseppe Maria          |
| Josuéa       |            | Giosuè                  |
| Julianoa     |            | Giuliano                |
| Júlioa       |            | Giulio                  |
| Júlio Césara |            | Giulio Cesare           |
| Justinoa     |            | Giustino                |
| Juvenala     |            | Giovenale               |

Femminili
| Nome       | Varianti | Corrispondente italiano        |
| ---------- | -------- | ------------------------------ |
| Jacintaa   |          | Giacinta                       |
| Janaínaa   |          |                                |
| Jaquelinea |          | Giacomina                      |
| Jéssicaa   |          | Jessica                        |
| Joanaa     | Joaninaa | Giovanna                       |
| Jordanaa   |          | Giordana                       |
| Josefaa    |          | Giuseppa                       |
| Josefinaa  |          | Giuseppina                     |
| Jovitaa    |          | Giovita (maschile in italiano) |
| Juditea    |          | Giuditta                       |
| Júliaa     | Julinhaa | Giulia                         |
| Julianaa   |          | Giuliana                       |
| Julietaa   |          | Giulietta                      |
| Justinaa   |          | Giustina                       |

## L
Maschili
| Nome        | Varianti                | Corrispondente italiano |
| ----------- | ----------------------- | ----------------------- |
| Ladislaua   |                         | Ladislao                |
| Laurentinoa |                         | Laurentino              |
| Lázaroa     |                         | Lazzaro                 |
| Leandroa    |                         | Leandro                 |
| Leãoa       |                         | Leone                   |
| Leonardoa   | Léoa                    | Leonardo                |
| Leonela     |                         | Lionello                |
| Leopoldoa   |                         | Leopoldo                |
| Liberatoa   |                         | Liberato                |
| Linoa       |                         | Lino                    |
| Lisandroa   |                         | Lisandro                |
| Lopoa       |                         | Lupo                    |
| Lourençoa   |                         | Lorenzo                 |
| Lucasa      |                         | Luca                    |
| Lucianoa    |                         | Luciano                 |
| Lúcioa      |                         | Lucio                   |
| Luísa       | Luiza, Luisinhoa, Lulaa | Luigi                   |

Femminili
| Nome        | Varianti | Corrispondente italiano |
| ----------- | -------- | ----------------------- |
| Laraa       |          | Lara                    |
| Larissaa    |          | Larissa                 |
| Lauraa      |          | Laura                   |
| Laurentinaa |          | Laurentina              |
| Leandraa    |          | Leandra                 |
| Lenaa       |          | Lena                    |
| Leocádiaa   |          | Leocadia                |
| Leonora     |          | Eleonora                |
| Leontinaa   |          | Leontina                |
| Letíciaa    |          | Letizia                 |
| Liaa        | Leiaa    | Lia                     |
| Lianaa      |          | Liana                   |
| Lídiaa      |          | Lidia                   |
| Lígiaa      | Lygiaa   | Ligea                   |
| Líliana     | Lilianaa | Liliana                 |
| Linaa       |          | Lina                    |
| Líviaa      |          | Livia                   |
| Lorenaa     |          | Lorena                  |
| Lourdesa    | Lurdesa  |                         |
| Luanaa      |          | Luana                   |
| Lúciaa      | Luziaa   | Lucia                   |
| Lucianaa    |          | Luciana                 |
| Lucilaa     |          | Lucilla                 |
| Lucíliaa    |          | Lucilia                 |
| Lucindaa    |          |                         |
| Lucréciaa   |          | Lucrezia                |
| Luísaa      | Luizaa   | Luisa                   |
| Lunaa       |          | Luna                    |

## M
Maschili
| Nome         | Varianti                            | Corrispondente italiano |
| ------------ | ----------------------------------- | ----------------------- |
| Manuela      | Emanuela, Manela, Manoela, Nelinhoa | Emanuele                |
| Marcelinoa   |                                     | Marcellino              |
| Marceloa     | Marcelinhoa                         | Marcello                |
| Marcianoa    |                                     | Marciano                |
| Márcioa      |                                     | Marzio                  |
| Marcosa      | Marcoa, Marquinhosa                 | Marco                   |
| Marianoa     |                                     | Mariano                 |
| Márioa       | Marinhoa                            | Mario                   |
| Martima      | Martinhoa                           | Martino                 |
| Mateusa      | Matheusa                            | Matteo                  |
| Matiasa      |                                     | Mattia                  |
| Maurícioa    |                                     | Maurizio                |
| Mauroa       |                                     | Mauro                   |
| Maximianoa   |                                     | Massimiano              |
| Maximilianoa |                                     | Massimiliano            |
| Maximinoa    |                                     | Massimino               |
| Máximoa      |                                     | Massimo                 |
| Messiasa     |                                     |                         |
| Miguela      | Micaela, Miguelitoa                 | Michele                 |
| Míltona      |                                     |                         |
| Modestoa     |                                     | Modesto                 |
| Moisésa      |                                     | Mosè                    |

Femminili
| Nome        | Varianti                      | Corrispondente italiano |
| ----------- | ----------------------------- | ----------------------- |
| Madalenaa   | Magdaa                        | Maddalena               |
| Mafaldaa    | Matildea                      | Matilde                 |
| Maiaa       |                               | Maia                    |
| Manuelaa    | Emanuelaa, Manoelaa, Nelinhaa | Emanuela                |
| Maraa       |                               | Mara                    |
| Marcelaa    |                               | Marcella                |
| Marcelinaa  |                               | Marcellina              |
| Márciaa     |                               | Marzia                  |
| Marcianaa   | Marcianea                     | Marciana                |
| Margaridaa  |                               | Margherita              |
| Mariaa      | Mariazinhaa                   | Maria                   |
| Maria Joãoa |                               |                         |
| Maria Joséa |                               |                         |
| Marianaa    |                               | Mariana/Marianna        |
| Marinaa     |                               | Marina                  |
| Marisaa     |                               | Marisa                  |
| Maristelaa  |                               | Maristella              |
| Martaa      |                               | Marta                   |
| Mauraa      |                               | Maura                   |
| Miguelaa    | Micaelaa                      | Michela                 |
| Miriama     |                               | Miriam                  |
| Moemaa      |                               |                         |
| Mónicaa     | Mônicaa                       | Monica                  |

## N
Maschili
| Nome      | Varianti  | Corrispondente italiano |
| --------- | --------- | ----------------------- |
| Narcisoa  |           | Narciso                 |
| Natanaela | Nataniela | Natanaele               |
| Nélsona   |           |                         |
| Nestora   |           | Nestore                 |
| Nicodemoa | Nicoa     | Nicodemo                |
| Nicolaua  | Nicoa     | Nicola                  |
| Niloa     |           | Nilo                    |
| Noéa      |           | Noè                     |
| Norbertoa |           | Norberto                |
| Nunoa     |           | Nono                    |

Femminili
| Nome     | Varianti             | Corrispondente italiano |
| -------- | -------------------- | ----------------------- |
| Nádiaa   |                      | Nadia                   |
| Narcisaa |                      | Narcisa                 |
| Natachaa |                      | Natascia                |
| Natáliaa | Natháliaa, Natalinaa | Natalia                 |
| Nayaraa  |                      |                         |
| Nevesa   |                      | Nives                   |
| Nildaa   |                      | Nilde                   |
| Noaa     |                      |                         |
| Noémiaa  | Noêmiaa              | Noemi                   |
| Núriaa   |                      |                         |

## O
Maschili
| Nome      | Varianti | Corrispondente italiano |
| --------- | -------- | ----------------------- |
| Octávioa  | Otávioa  | Ottavio                 |
| Olavoa    |          | Olao                    |
| Olegárioa |          | Ollegario               |
| Onofrea   |          | Onofrio                 |
| Orlandoa  |          | Orlando                 |
| Óscara    | Oscara   | Oscar                   |
| Osvaldoa  | Oswaldoa | Osvaldo                 |
| Ovídioa   |          | Ovidio                  |

Femminili
| Nome      | Varianti | Corrispondente italiano |
| --------- | -------- | ----------------------- |
| Octáviaa  | Otáviaa  | Ottavia                 |
| Oféliaa   |          | Ofelia                  |
| Olgaa     |          | Olga                    |
| Olindaa   |          | Olinda                  |
| Olíviaa   |          | Olivia                  |
| Ondinaa   |          | Ondina                  |
| Orquídeaa |          |                         |
| Otíliaa   |          | Odilia                  |

## P
Maschili
| Nome      | Varianti  | Corrispondente italiano |
| --------- | --------- | ----------------------- |
| Patrícioa |           | Patrizio                |
| Paulinoa  |           | Paolino                 |
| Pauloa    | Paulinhoa | Paolo                   |
| Pedroa    | Pedrinhoa | Pietro                  |
| Pioa      |           | Pio                     |
| Plácidoa  |           | Placido                 |
| Plínioa   |           | Plinio                  |

Femminili
| Nome      | Varianti  | Corrispondente italiano |
| --------- | --------- | ----------------------- |
| Palmiraa  |           | Palmira                 |
| Patríciaa |           | Patrizia                |
| Paulaa    | Paulinhaa | Paola                   |
| Paulinaa  |           | Paolina                 |
| Perpétuaa |           | Perpetua                |
| Priscilaa |           | Priscilla               |

## Q
Maschili
| Nome      | Varianti | Corrispondente italiano |
| --------- | -------- | ----------------------- |
| Quintinoa |          | Quintino                |
| Quirinoa  |          | Quirino                 |

Femminili
| Nome      | Varianti | Corrispondente italiano |
| --------- | -------- | ----------------------- |
| Quintaa   |          | Quinta                  |
| Quitériaa |          |                         |

## R
Maschili
| Nome      | Varianti                          | Corrispondente italiano |
| --------- | --------------------------------- | ----------------------- |
| Rafaela   | Rafinhaa                          | Raffaele                |
| Raimundoa | Raymundoa                         | Raimondo                |
| Ramiroa   |                                   | Ramiro                  |
| Raula     |                                   | Raul                    |
| Réguloa   |                                   | Regolo                  |
| Renatoa   |                                   | Renato                  |
| Ricardoa  |                                   | Riccardo                |
| Rivaldoa  |                                   |                         |
| Robertoa  |                                   | Roberto                 |
| Rodolfoa  |                                   | Rodolfo                 |
| Rodrigoa  | Ruya, Ruia                        | Rodrigo                 |
| Rogérioa  |                                   | Ruggero                 |
| Rolandoa  | Roldãoa                           | Rolando                 |
| Romãoa    |                                   | Romano                  |
| Romeua    |                                   | Romeo                   |
| Romualdoa |                                   | Romualdo                |
| Rómuloa   | Rômuloa                           | Romolo                  |
| Ronaldoa  | Ronaldinhoa, Reinaldoa, Reynaldoa | Rinaldo                 |
| Roquea    |                                   | Rocco                   |
| Rúbena    | Rubema, Rubinhoa                  | Ruben                   |
| Rubensa   | Rubinhoa                          |                         |
| Rufinoa   |                                   | Rufino                  |

Femminili
| Nome       | Varianti | Corrispondente italiano |
| ---------- | -------- | ----------------------- |
| Rafaelaa   |          | Raffaella               |
| Raissaa    |          |                         |
| Raquela    |          | Rachele                 |
| Rebecaa    |          | Rebecca                 |
| Reginaa    |          | Regina                  |
| Renataa    |          | Renata                  |
| Ricardaa   |          | Riccarda                |
| Ritaa      |          | Rita                    |
| Robertaa   |          | Roberta                 |
| Rosaa      | Rosinhaa | Rosa                    |
| Rosáliaa   |          | Rosalia                 |
| Rosalinaa  |          | Rosalina                |
| Rosanaa    |          | Rossana                 |
| Rosângelaa |          | Rosangela               |
| Rosárioa   |          | Rosaria                 |
| Rubinaa    |          | Rubina                  |
| Rutea      |          | Rut                     |

## S
Maschili
| Nome       | Varianti        | Corrispondente italiano |
| ---------- | --------------- | ----------------------- |
| Salomãoa   |                 | Salomone                |
| Salvadora  |                 | Salvatore               |
| Samuela    |                 | Samuele                 |
| Sanchoa    |                 |                         |
| Santanaa   |                 |                         |
| Santiagoa  | Tiagoa, Thiagoa |                         |
| Saturninoa |                 | Saturnino               |
| Sebastiãoa |                 | Sebastiano              |
| Serafima   |                 | Serafino                |
| Sérgioa    |                 | Sergio                  |
| Severinoa  |                 | Severino                |
| Severoa    |                 | Severo                  |
| Sidónioa   |                 | Sidonio                 |
| Silvérioa  |                 | Silverio                |
| Silvestrea |                 | Silvestro               |
| Silvinoa   |                 | Silvino                 |
| Sílvioa    |                 | Silvio                  |
| Simãoa     |                 | Simone                  |
| Sócratesa  |                 | Socrate                 |

Femminili
| Nome        | Varianti | Corrispondente italiano |
| ----------- | -------- | ----------------------- |
| Sabinaa     |          | Sabina                  |
| Saloméa     |          | Salomè                  |
| Samantaa    |          | Samantha                |
| Samaraa     |          |                         |
| Sanchaa     |          |                         |
| Sandraa     |          | Sandra                  |
| Santanaa    |          |                         |
| Saraa       |          | Sara                    |
| Sebastianaa |          | Sebastiana              |
| Serafinaa   |          | Serafina                |
| Severinaa   |          | Severina                |
| Sílviaa     | Silviaa  | Silvia                  |
| Silvinaa    |          | Silvina                 |
| Simonea     |          | Simona                  |
| Sofiaa      |          | Sofia                   |
| Sola        |          | Sole                    |
| Soniaa      |          | Sonia                   |
| Soraiaa     | Sorayaa  |                         |
| Susanaa     | Suzanaa  | Susanna                 |

## T
Maschili
| Nome      | Varianti | Corrispondente italiano |
| --------- | -------- | ----------------------- |
| Tácitoa   |          | Tacito                  |
| Tadeua    |          | Taddeo                  |
| Tancredoa |          | Tancredi                |
| Telmoa    |          | Telmo                   |
| Téoa      |          | Teo                     |
| Teobaldoa |          | Teobaldo                |
| Teodoroa  |          | Teodoro                 |
| Teodósioa |          | Teodosio                |
| Teófiloa  |          | Teofilo                 |
| Tércioa   |          | Terzo                   |
| Thalesa   |          | Talete                  |
| Tibúrcioa |          | Tiburzio                |
| Timoteoa  |          | Timoteo                 |
| Titoa     |          | Tito                    |
| Tomása    | Toméa    | Tommaso                 |
| Tristãoa  |          | Tristano                |
| Túlioa    |          | Tullio                  |

Femminili
| Nome     | Varianti                        | Corrispondente italiano |
| -------- | ------------------------------- | ----------------------- |
| Talitaa  | Thalitaa                        |                         |
| Tâniaa   |                                 | Tania                   |
| Tatianaa |                                 | Tatiana                 |
| Telmaa   |                                 | Telma                   |
| Teodoraa |                                 | Teodora                 |
| Térciaa  |                                 | Terza                   |
| Teresaa  | Teresinhaa, Terezaa, Terezinhaa | Teresa                  |
| Thaísa   | Taísa                           | Taide                   |

## U
Maschili
| Nome     | Varianti | Corrispondente italiano |
| -------- | -------- | ----------------------- |
| Ulissesa |          | Ulisse                  |
| Urbanoa  |          | Urbano                  |

Femminili
| Nome    | Varianti | Corrispondente italiano |
| ------- | -------- | ----------------------- |
| Úrsulaa |          | Orsola                  |

## V
Maschili
| Nome       | Varianti | Corrispondente italiano |
| ---------- | -------- | ----------------------- |
| Valentea   |          | Valente                 |
| Valentima  |          | Valentino               |
| Valérioa   |          | Valerio                 |
| Vascoa     |          | Vasco                   |
| Veríssimoa |          | Verissimo               |
| Vicentea   |          | Vincenzo                |
| Vilmara    |          |                         |
| Viníciusa  |          | Vinicio                 |
| Virgílioa  |          | Virgilio                |
| Viriatoa   |          |                         |
| Vitala     |          | Vitale                  |
| Vítora     | Victora  | Vittorio                |
| Vitorinoa  |          | Vittorino               |

Femminili
| Nome       | Varianti  | Corrispondente italiano |
| ---------- | --------- | ----------------------- |
| Valériaa   |           | Valeria                 |
| Valquíriaa |           | Valchiria               |
| Vandaa     |           | Wanda                   |
| Vanessaa   |           | Vanessa                 |
| Veraa      |           | Vera                    |
| Verónicaa  | Verônicaa | Veronica                |
| Vilmaa     |           | Wilma                   |
| Virginiaa  |           | Virginia                |
| Vitóriaa   |           | Vittoria                |
| Vivianaa   | Vivianea  | Viviana                 |

## W
Maschili
| Nome    | Varianti | Corrispondente italiano |
| ------- | -------- | ----------------------- |
| Wilsona |          |                         |

Femminili

## X
Maschili
| Nome    | Varianti | Corrispondente italiano |
| ------- | -------- | ----------------------- |
| Xaviera |          | Saverio                 |

Femminili

## Y
Maschili
Femminili
| Nome    | Varianti | Corrispondente italiano |
| ------- | -------- | ----------------------- |
| Yasmina |          | Gelsomina               |

## Z
Maschili
| Nome      | Varianti | Corrispondente italiano |
| --------- | -------- | ----------------------- |
| Zacariasa |          | Zaccaria                |
| Zeferinoa |          | Zefirino                |

Femminili
| Nome  | Varianti | Corrispondente italiano |
| ----- | -------- | ----------------------- |
| Zitaa |          | Zita                    |